# Sayed Emran Meri
Sayed Emran Meri (* 1. Januar 1996) ist ein afghanischer Badmintonspieler.

## Karriere
Sayed Emran Meri startete 2014 bei den Asienspielen, wobei er sowohl im Herrendoppel als auch im Herreneinzel antrat. In beiden Disziplinen schied er dabei in der 1. Runde aus. 2014 war er auch bei den Iran International am Start. Im Einzel scheiterte er dort in der Qualifikation, während er im Doppel im Achtelfinale stand.